# Thyrsus (bloeiwijze)
Een thyrsus is een samengestelde bloeiwijze, waarbij de hoofdas trosvormig is en de zijassen geheel of gedeeltelijk bijschermen zijn. Vaak is de bloeiwijze sterk vertakt en in het midden het breedst.

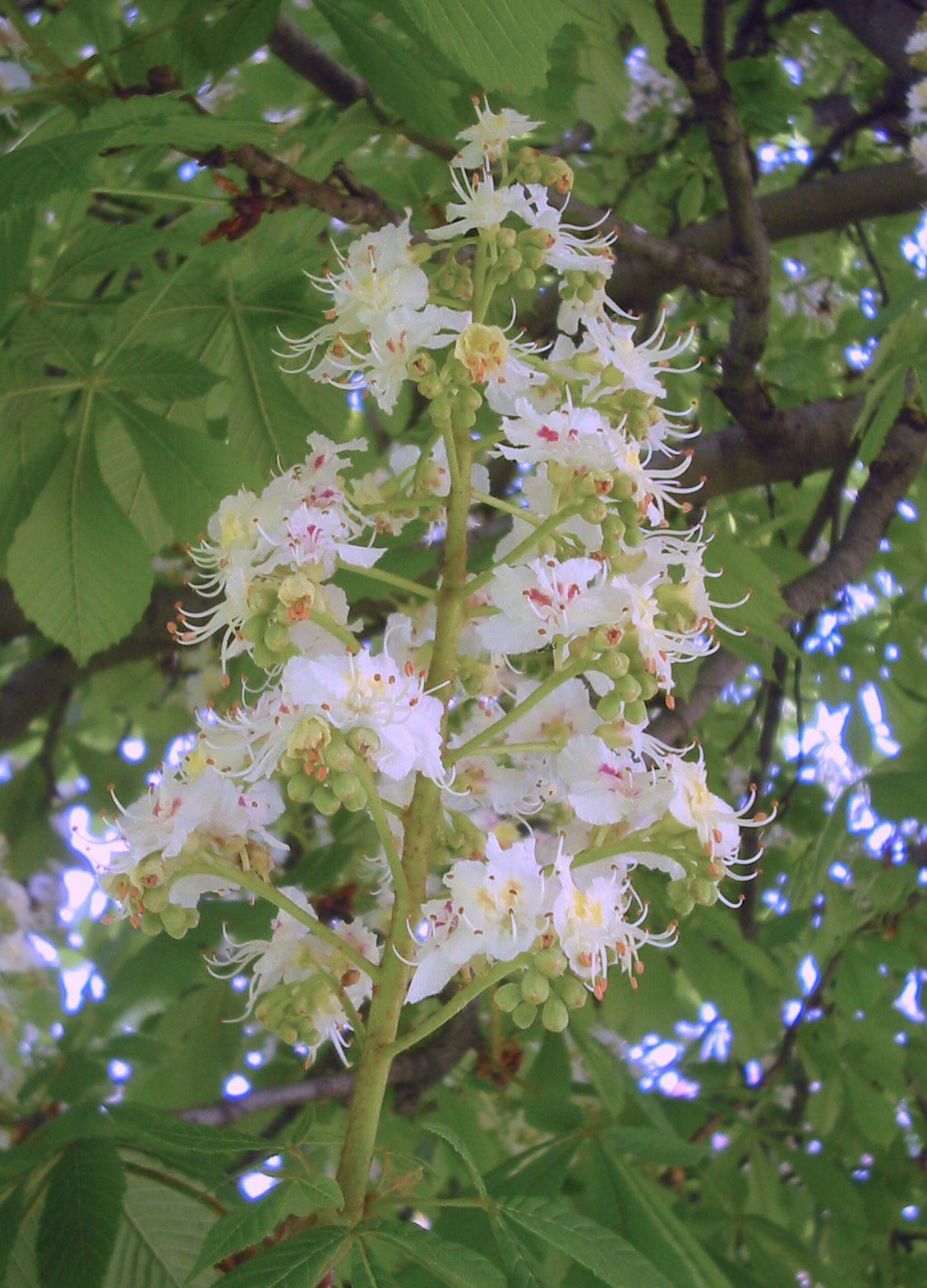
tros met schichten van paardenkastanje
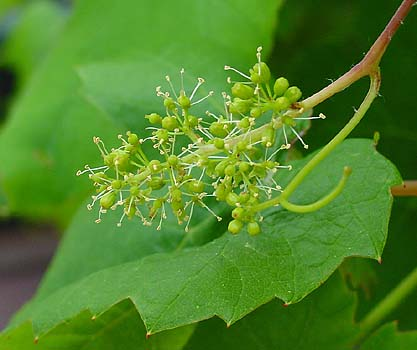
tros met bijschermen van druif
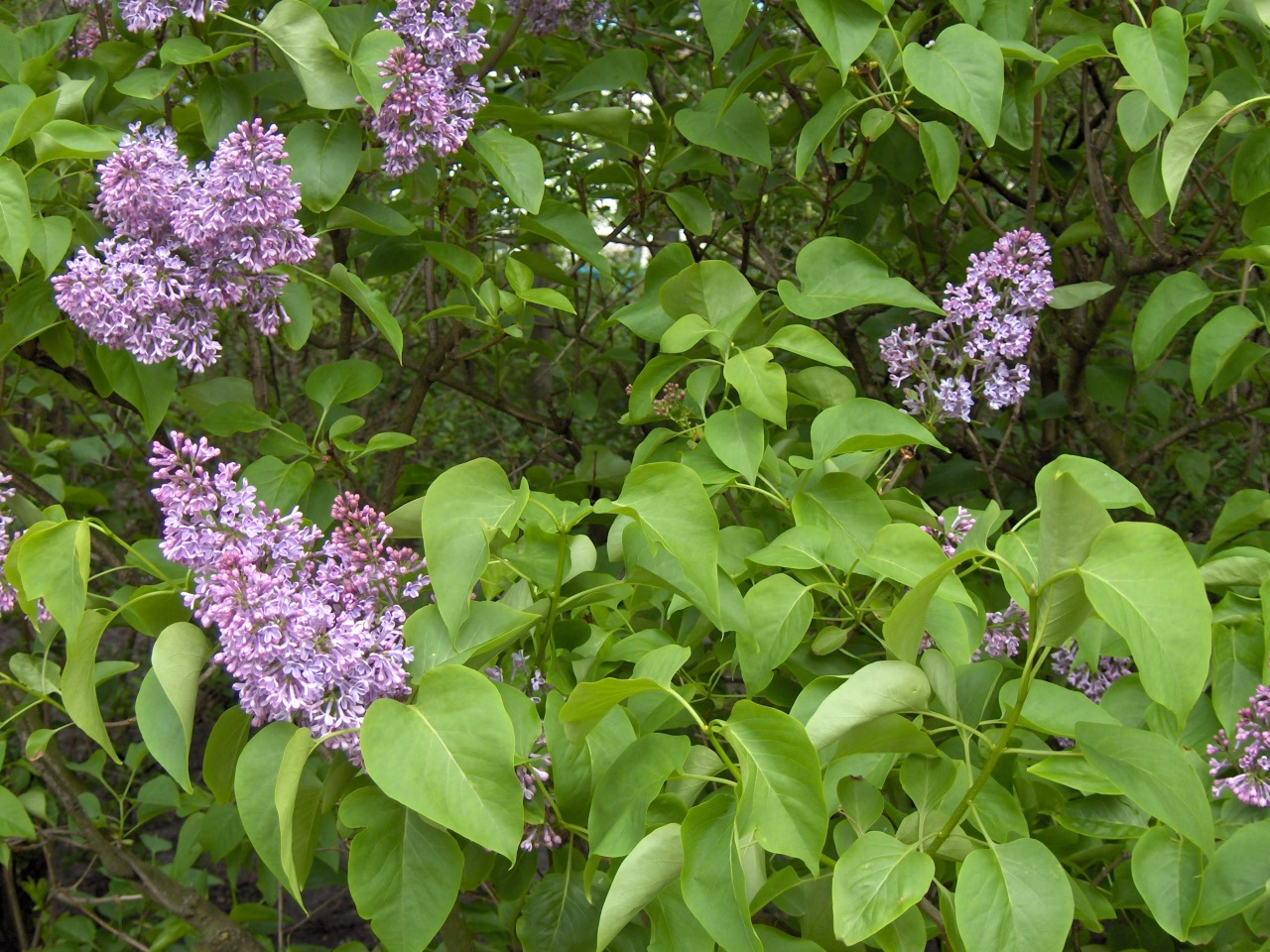
tros met bijschermen van sering
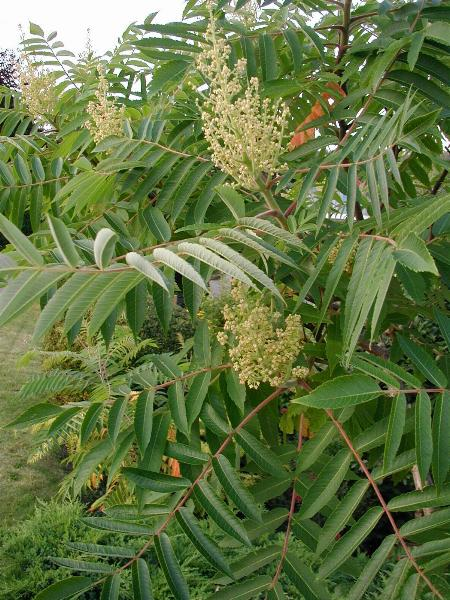
tros met bijschermen van fluweelboom